# Bernardo Rossi
Bernardo Chim Rossi (Petrópolis, 5 de janeiro de 1980) é um político brasileiro, filiado ao Solidariedade. Atualmente, é secretário de estado do governo do Estado do Rio de Janeiro.

## Carreira política
Em 2004, durante a eleição municipal em Petrópolis ocorrida em 2004, Bernardo Rossi foi eleito vereador do município com 4 184 votos, sendo o terceiro vereador mais votado da cidade no ano.
Em 2014, Rossi foi eleito deputado estadual no Rio de Janeiro para o mandato 2015–2019, sendo escolhido como secretário de Habitação pelo então governador Luiz Fernando Pezão.
Em abril de 2015, em uma polêmica votação, foi um dos parlamentares a votar a favor da nomeação de Domingos Brazão para o Tribunal de Contas do Estado do Rio de Janeiro, nomeação que foi muito criticada na época.
No ano de 2016, Rossi foi eleito prefeito de Petrópolis pelo PMDB, vencendo o então candidato à reeleição Rubens Bomtempo no segundo turno com 52,65% dos votos válidos. Bernardo concorreu à reeleição em 2020 pelo Partido Liberal (PL), chegando a ir para o segundo turno; contudo, perdeu a eleição para Bomtempo, que teve 55% dos votos no segundo turno.
Em março de 2021, Bernardo Rossi foi nomeado subsecretário de Cidades do Estado do Rio pelo atual governador, Cláudio Castro.
Em 2022, Rossi concorreu novamente a uma vaga de deputado estadual pelo partido Solidariedade, recebeu 32 531 votos, mas não foi eleito, ficando como primeiro suplente de seu partido.